# 1960 год в театре
1960 год в театре

## События
- «Американский балетный театр» (Нью-Йорк) выступает в СССР, став первой американской труппой, гастролировавшей в Советском Союзе.
- В Москве Бернхард Райх публикует монографию о Бертольте Брехте.
- В Чебоксарах основан Чувашский государственный музыкальный театр.
- В Бийске из ансамбля опперетты Горно-Алтайска и Бийского драматического театра сформирован Алтайский краевой государственный театр музыкальной комедии.

### Постановки
- 4 марта, Большой театр — премьера балета Родиона Щедрина «Конёк-Горбунок». Сценаристы Василий Вайнонен и драматург Павел Маляревский, балетмейстер Александр Радунский, художник Борис Волков, дирижёр Геннадий Рождественский; Иванушка — Владимир Васильев, Царь-девица — Римма Карельская, Царь — Александр Радунский, Конёк-Горбунок — Алла Щербинина.

- Грузинский театр имени Шота Руставели, (Тбилиси) — «Бахтриони», постановка Димитрия Алексидзе на основе поэмы Важи-Пшавелы.

## Деятели театра

### Родились
- 12 января — Станислав Боклан, украинский актёр театра и кино, Заслуженный артист Украины.
- 28 февраля — Людмила Титова, советская и российская актриса театра и кино, народная артистка России.
- 28 марта — Игорь Нефёдов, советский и российский актёр театра и кино.
- 21 октября — Владимир Назаров, советский и российский актёр.
- 23 октября — Андрей Рапопорт, актёр театра и кино.
- 8 ноября — Олег Меньшиков, российский актёр театра и кино.

### Скончались
- 22 января — Каюков, Степан Яковлевич, советский актёр театра и кино, народный артист РСФСР
- 15 марта — Вайно, Арнольд Хансович, эстонский актёр
- 29 марта — Аксёнов, Всеволод Николаевич, советский актёр театра и кино, театральный педагог, заслуженный артист РСФСР
- 4 апреля — Вильгельм Херцог, немецкий драматург.
- 24 апреля — Ян Мюс, нидерландский театральный деятель, актёр театра и кино, режиссёр.
- 10 сентября — Эрдман, Николай Робертович, советский драматург, поэт, сценарист, лауреат Сталинской премии
- 13 сентября — Хуршид Шамсутдин, узбекский советский режиссёр, драматург
- 19 сентября, Ленинград — Алексей Писарев, артист балета и педагог, солист Театра оперы и балета им. Кирова.
- 20 сентября — Ида Рубинштейн, артистка и филантроп.
- 24 октября — Аграненко, Захар Маркович, советский драматург и режиссёр
- 29 декабря, Ленинград — Борис Фенстер, артист балета и балетмейстер.